# Сабокучаво
Сабокучаво (груз. საბოკუჩავო) — село в Грузії.
За даними перепису населення 2014 року в селі проживає 223 особи.